# Banca centrale di Cuba
La Banca centrale di Cuba è la banca centrale dello stato caraibico della Repubblica di Cuba.
La moneta ufficiale è il peso cubano.